# 엘 알마 노 티에네 콜로르
《엘 알마 노 티에네 콜로르》(스페인어: El alma no tiene color)은 1997년 방영된 멕시코의 텔레노벨라이다.